# Thomas Carmichael Hindman

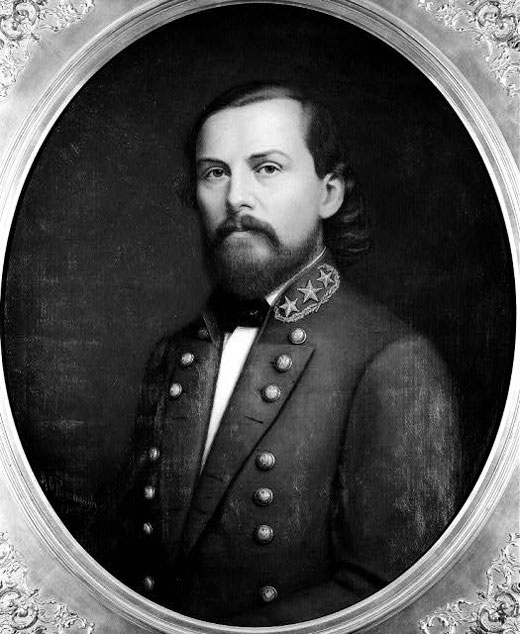
Thomas Carmichael Hindman

Thomas Carmichael Hindman (* 28. Januar 1828 in Knoxville, Tennessee; † 27. September 1868 in Helena, Arkansas) war Offizier im US-Heer, Rechtsanwalt und Politiker und Generalmajor im konföderierten Heer.

## Leben
Thomas Carmichael Hindman diente zunächst als Leutnant, später als Hauptmann im Mexikanisch-Amerikanischen Krieg (1846 bis 1848). Nach dem Krieg studierte er die Rechtswissenschaften, arbeitete als Anwalt in Ripley, Mississippi und betätigte sich politisch. So gehörte er von 1854 bis 1856 dem Repräsentantenhaus von Mississippi an und war von 1859 bis 1860 Kongressabgeordneter der Demokratischen Partei für Arkansas.
Nach Kriegsausbruch nahm er seine erneute Wiederwahl in den Kongress nicht mehr an und stellte stattdessen die sogenannte „Hindman's Legion“ auf, deren Kommandeur er auch war. Am 28. September 1861 wurde er zum Brigadegeneral und am 28. April 1862 zum Generalmajor befördert. Er kämpfte bei Shiloh (verwundet) und Prairie Grove, am Chickamauga (verwundet), bei Chattanooga und während des Atlanta-Feldzugs am Kennesaw Mountain (verwundet). 
Nach Kriegsende flüchtete Hindman nach Mexiko. Nach seiner Rückkehr 1867 wurde er in der Phase der Reconstruction politisch aktiv und opponierte gegen die herrschende Republikanische Partei. Am 27. September 1868 wurde er in Helena, Arkansas durch ein Fenster seines Hauses erschossen. Im Sterben liegend nahm er an, dass das Attentat politisch motiviert wer. Die Täter wurden nie ermittelt.

## Gedenken
Auf dem Schlachtfeld von Prairie Grove wurde der Prairie Grove Battlefield State Park errichtet. Eine Besonderheit des Parks ist das Besucherzentrum Hindman Hall, das einzige nach einem konföderierten General benannte Gebäude auf einem Schlachtfeld des Sezessionskrieges. General Hindmans ältester Sohn hatte in seinem Testament 100.000 Dollar für den Zweck hinterlassen, seinem Vater eine Gedenkstätte auf dem Prairie-Grove-Schlachtfeld zu bauen. Dieses Geld wurde für die Errichtung des Besucherzentrums genutzt und erklärt seine Namensgebung.